# Van der Borch

Familiewapen Van der Borch genaamd van Rouwenoort

Van der Borch (ook: Van der Borch genaamd van Rouwenoort, Van der Borch van Verwolde, Van der Borch tot Verwolde en: Van der Borch tot Verwolde van Vorden) is een Nederlands, van oorsprong oud-adellijk geslacht uit Lippe, waarvan leden sinds 1814 behoren tot de Nederlandse adel.

## Geschiedenis
De stamreeks begint met Hermann von der Borch die gegoed was te Detmold en na 1380 overleed. Nakomelingen van hem waren bestuurders en leden van de ridderschap, ook in de Nederlanden. De familie verkreeg in de 18e eeuw de kastelen Verwolde en Vorden die ze tot ver in de 20e eeuw bewoonden.
Nakomelingen werden op 27 januari 1813 verheven tot baron de l'Empire door keizer Napoleon.
Bij Souvereine Besluiten van 28 augustus en 7 oktober 1814 werden leden benoemd in de ridderschap van Gelderland. Bij KB van 8 januari 1820 volgde voor het geslacht erkenning van de titel van baron op allen.

## Enkele telgen
Allard Philip van der Borch, heer van Langendreer en Verwolde (1690-1766), lid van de Ridderschap van Zutphen, kreeg de heerlijkheid met het kasteel Verwolde in 1738 van zijn schoonvader Evert Jan Benjamin van Goltstein die tot 1977 in de familie bleven
- Jan Carel van der Borch, stamvader van de Duitse tak
- Frederik Wilhelm van der Borch, heer van Verwolde, Marhulsen, Vorden en Leemcule (1737-1787), ritmeester; trouwde in 1765 met Sophia Juliana des H.R.Rijksgravin van Rechteren, vrouwe van Vorden (1730-1793), dochter van Maria Margaretha Torck (lid van de familie Torck), vrouwe van Vorden, die het kasteel Vorden inbracht in de familie Van der Borch in welke familie het tot 1974 zou blijven
  - Allard Philip Reinier Carel baron van der Borch, heer van Verwolde, Leemcule, Vorden, Helbergen en Lugtenberg (1766-1836), lid Eerste Kamer, trouwde in 1790 met Philippina Johanna Helena Gerardina barones Sloet (1772-1826).
    - Arend baron van der Borch, heer van Vorden (1792-1871), burgemeester van Verwolde
      - mr. Willem François Emile baron van der Borch van Verwolde, heer van Verwolde (1802-1849), rentmeester van de domeinen van prins Frederik
        - mr. Allard Philip Reinier Carel baron van der Borch van Verwolde, heer van Verwolde (1842-1919), burgemeester
          - Allard Philip Reinier Carel baron van der Borch tot Verwolde (1881-1944), burgemeester van Holten
          - mr. Willem Henrik Emile baron van der Borch van Verwolde (1882-1969), burgemeester; trouwde in 1909 met Line Voûte, vrouwe van Verwolde (1887-1966)
            - mr. Willem Henrik Emile baron van der Borch van Verwolde (1910-1943), bibliofiel en uitgever
            - Allard Philip Reinier Carel baron van der Borch van Verwolde, heer van Verwolde (1926-2008)

          - Drs. Françoise W.M. barones van der Borch van Verwolde (1887-1975); trouwde in 1934 met Andries Bonger (1861-1936), assuradeur en kunstverzamelaar

        - Paulus Antonij baron van der Borch tot Verwolde, heer van Vorden (1844-1901), lid Provinciale Staten van Gelderland
          - Willem François Emile baron van der Borch tot Verwolde, heer van Vorden (1873-1954), lid gemeenteraad van Vorden
            - Paulus Antonij baron van der Borch tot Verwolde, heer van Vorden (1917-1996), verkocht in 1956 kasteel Vorden

          - Frederik Wilhelm baron van der Borch tot Verwolde (1877-1973), burgemeester van Buurmalsen
          - Henrik Paulus baron van der Borch tot Verwolde van Vorden (1887-1977), burgemeester van De Bilt

        - mr. Willem Henri Emile van der Borch (1848-1908), burgemeester van Ginneken en Bavel